# 菰口町
菰口町（こもぐちちょう）は、愛知県豊橋市の地名。

## 地理
豊橋市西部に位置する。東は南島町1丁目・絹田町、西は吉川町・新栄町、南は花田町、北は野田町に接する。 

## 歴史

### 人口の変遷
国勢調査による人口および世帯数の推移。
| 1995年（平成7年）  | 758世帯 2155人 |  |
| 2000年（平成12年） | 849世帯 2224人 |  |
| 2005年（平成17年） | 872世帯 2281人 |  |
| 2010年（平成22年） | 992世帯 2314人 |  |
| 2015年（平成27年） | 941世帯 2226人 |  |

### 沿革
- 1932年（昭和7年） - 豊橋市東豊田の一部により、同市菰口町が成立[2]。
- 1952年（昭和27年） - 菰口町（1～6丁目）が、もとの菰口町（丁目の設定なし）の一部および北島町・花田町の各一部により成立[2]。
- 1958年（昭和33年） - 菰口町（丁目の設定なし）の残部が南島町に編入され、消滅[2]。

## 交通
- JR東海道本線[1]
- JR飯田線[1]
- 東海道新幹線[1]
- 名鉄名古屋本線[1]
- 国道23号[1]

## 施設
- 菰口公園[1]
- 菰口神社[1]
- 豊橋温室園芸農協[1]
- 豊橋市西部農協吉田方支所[1]

### WEB
1. ↑  “愛知県豊橋市の町丁・字一覧”.   人口統計ラボ. 2023年4月13日閲覧。
2. ↑  総務省統計局 (2017年1月27日). “平成27年国勢調査の調査結果(e-Stat) - 男女別人口及び世帯数 －町丁・字等” (CSV). 2021年7月21日閲覧。
3. ↑  “愛知県豊橋市の郵便番号一覧”.   日本郵便. 2023年4月13日閲覧。
4. ↑  “市外局番の一覧” (PDF).   総務省 (2022年3月1日). 2022年3月22日閲覧。
5. ↑  総務省統計局 (2014年3月28日). “平成7年国勢調査の調査結果(e-Stat) - 男女別人口及び世帯数 －町丁・字等” (CSV). 2021年7月20日閲覧。
6. ↑  総務省統計局 (2014年5月30日). “平成12年国勢調査の調査結果(e-Stat) - 男女別人口及び世帯数 －町丁・字等” (CSV). 2021年7月20日閲覧。
7. ↑  総務省統計局 (2014年6月27日). “平成17年国勢調査の調査結果(e-Stat) - 男女別人口及び世帯数 －町丁・字等” (CSV). 2021年7月21日閲覧。
8. ↑  総務省統計局 (2012年1月20日). “平成22年国勢調査の調査結果(e-Stat) - 男女別人口及び世帯数 －町丁・字等” (CSV). 2021年7月21日閲覧。
9. ↑  総務省統計局 (2017年1月27日). “平成27年国勢調査の調査結果(e-Stat) - 男女別人口及び世帯数 －町丁・字等” (CSV). 2021年7月21日閲覧。

### 書籍
1. 1 2 3 4 5 6 7 8 9 10 11  「角川日本地名大辞典」編纂委員会 1989, p. 1787.
2. 1 2 3  「角川日本地名大辞典」編纂委員会 1989, p. 580.